# Robert Rubčić
Robert Rubčić (Rijeka, 2. studenoga 1963.) je hrvatski bivši nogometaš, hrvatski reprezentativac, športski direktor i nogometni trener.
Igrao je od 1982. do 1996. godine. Za Hrvatsku je nastupio jednom, 22. prosinca 1990. godine u prijateljskoj utakmici protiv Rumunjske. Ušao je u 86. minuti kao zamjena Zlatku Kranjčaru. 
U trenerskim je vodama od 2003. godine. Bio je vodio je hrvatske ligaše iz Rijeke i okolice, a 2010. jednu godinu bangladešku reprezentaciju. Najavio je da će preferirati mnogo trčanja i tehnički aspekt igre. Najavio je da će reprezentacija igrati formaciju 4–2–3–1 koju je smatrao najbolju za njegov sastav.
Bila su velika očekivanja od njega, no nakon što nije ispunio prevelika očekivanja nacije, jer je Bangladeš izgubio sve utakmice na Azijskim igrama 2010., bangladeški nogometni savez smijenio ga je 14. lipnja 2011., uoči utakmice s pakistanskom reprezentacijom. Bangladeš je napustio još 2. lipnja.
Poslije je bio športski direktor Istre u kojoj je 5. listopada 2015. nakon smjene trenera Igora Pamića postao privremeni trener. Do konačnog izbora, na trenersko mjesto privremeno je imenovan športski direktor Robert Rubčić.